# Magyarország természetföldrajza
Magyarország 93 030 km²-es területével Közép-Európában terül el. Nyugatról Ausztria, északról Szlovákia, keletről Ukrajna és Románia, délről Szerbia, Horvátország és Szlovénia határolja. Felszíne változatos, és noha tengerparttal nem rendelkezik, gazdag édesvizekben.

## Felszín

### Áttekintés

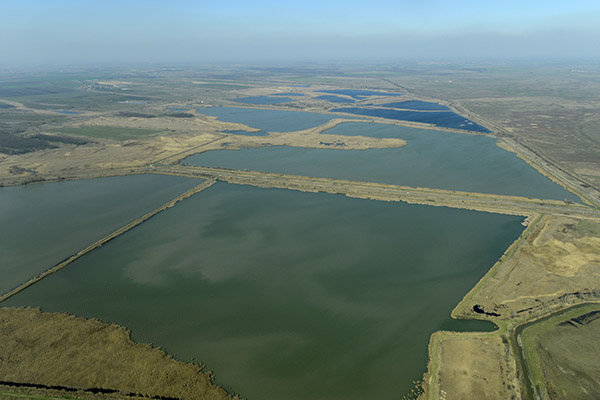
A Hortobágy légi fotón

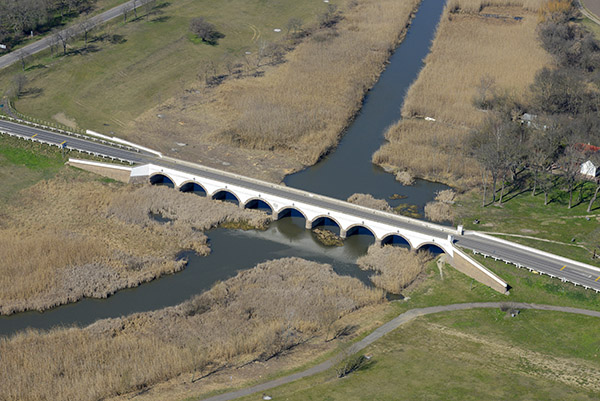
A hortobágyi Kilenclyukú híd a magasból

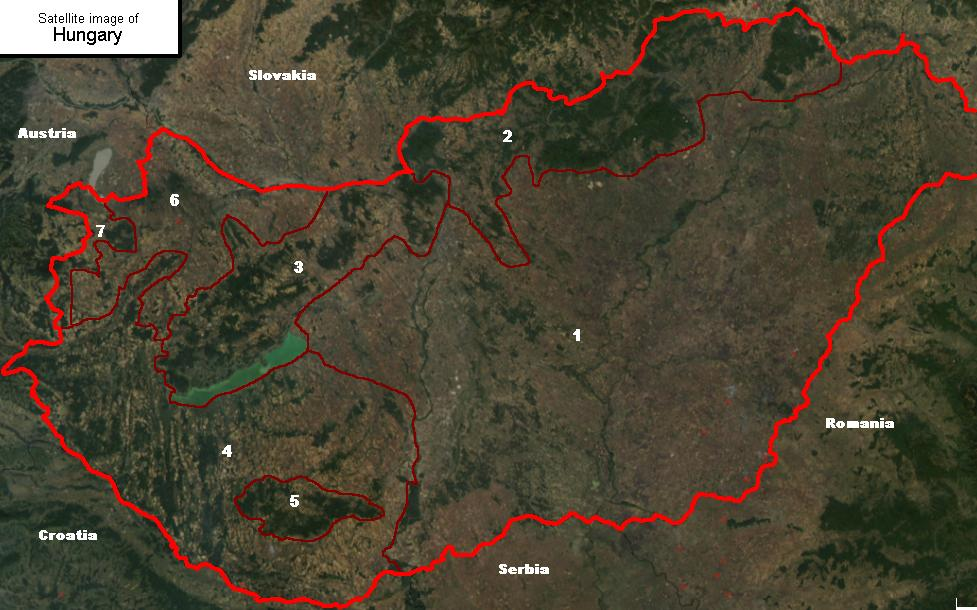
Magyarország műholdképe a főbb tájegységek ábrázolásával:
1. Alföld
2. Északi-középhegység
3. Dunántúli-középhegység
4. Dunántúli-dombság'
5. Mecsek
6. Kisalföld
7. Alpokalja

Az ország területének nagy része 200 méternél alacsonyabb tengerszint fölötti magasságon fekszik. Noha Magyarországon számos középhegység terül el, a 300 méteres magasságot meghaladó kiemelkedések az ország területének kevesebb, mint 2%-át foglalják el. A legmagasabb hegycsúcs a Kékes a Mátra hegyei között 1014 m-es magassággal, a legalacsonyabb, névtelen pont pedig Csongrád-Csanád vármegyében található Szeged közelében, Tiszaszigeten 77,6 m-es magasságon.
Az ország legfontosabb folyói a Duna és a Tisza. Előbbi magyarországi szakaszából 418 km, az utóbbiéból 444 kilométer hajózható. Kevésbé jelentős folyói a Horvátországgal közös határ vonalát kijelölő Dráva, a Rába, a Szamos, a Sió, valamint a szlovák határ mentén folyó Ipoly.  Az ország közepén elterülő Balaton Magyarország és Közép-Európa legnagyobb tava 592 km²-es területével, továbbá fontos idegenforgalmi célpont. A Balatont méretben az Ausztriával megosztott Fertő követi, mely területéből 82 km² esik az országra. További fontos tavai a Velencei-tó és a mesterséges Tisza-tó.
Magyarországot hagyományosan hat tájegységre szokás bontani. Ezek nyugat-keleti irányban az Alpokalja, a Kisalföld, a Dunántúli-dombság, a Dunántúli-középhegység, az Alföld és az Északi-középhegység.
Ettől az alábbiakban követett, hagyományos felosztástól részben eltér Magyarország földrajzi kistájainak rendszere, amit  az MTA Földrajztudományi Kutató Intézetében dolgoztak ki az elmúlt évezred végén.
Az ország legfontosabb természeti kincse a termőföld, annak ellenére, hogy a talajminőség változatos. Területe 70%-a alkalmas mezőgazdasági hasznosításra, és ennek 72%-a szántóföld.

### Síkságok és dombságok
A Kisalföld medencéje 8000 km²-t fed le Északnyugat-Magyarországon a Rába alsó folyása mentén, átnyúlva Szlovákiába és Ausztriába. Híres jó talajáról.
A szomszédos Dunántúli-dombság tölti ki az ország nyugati felének nagy részét. Északi határa a Dunántúli-középhegység, keletije az Alföld, valamint délije a Dráva vonala. Nagy része lösszel és homokkal fedett dombvidék, noha közel 1/3-át síkság, valamint 5%-át középhegységek borítják. Mészkő építette hegységeitől, a Mecsektől  és a Villányi-hegységtől eltekintve felszíne újharmadkori és negyedkori pleisztocén üledékekből keletkezett. Éghajlata kiegyensúlyozottabb az országos átlagnál, s egyaránt gazdag folyó- és állóvizekben. 25%-a erdő. Kőolaj leginkább nyugati vidékein, Zala vármegyében fordul elő, illetve számottevő uránérc lelhető fel a Mecsekben.
Az Alföld területén egyaránt keresztülhalad a Duna, a Tisza, valamint mellékfolyóik.Magyarország területének több mint felét teszi ki, és átnyúlik a szomszédos országokba is, ahol minden oldalról hegységek veszik körül. Felszíne igen sokszínű, a termékeny vidékektől az elszikesedett pusztaságokig változó.  Kialakulásában a folyók feltöltő munkája játszott szerepet, majd az ember fokozatosan átalakította arculatát, először a vidéket borító erdők kiirtásával, később pedig a művelhető terület további növelése érdekében tett folyószabályozásokkal. Szintkülönbségei elenyészőek, szinte tökéletes síkság, legmagasabb pontjai a 183 m magas Hoportyó  és a 172 m-es Ólom-hegy. Klasszikus tájelemének számít a puszta, vagyis a nagy kiterjedésű, művelés alatt nem álló fátlan síkság.

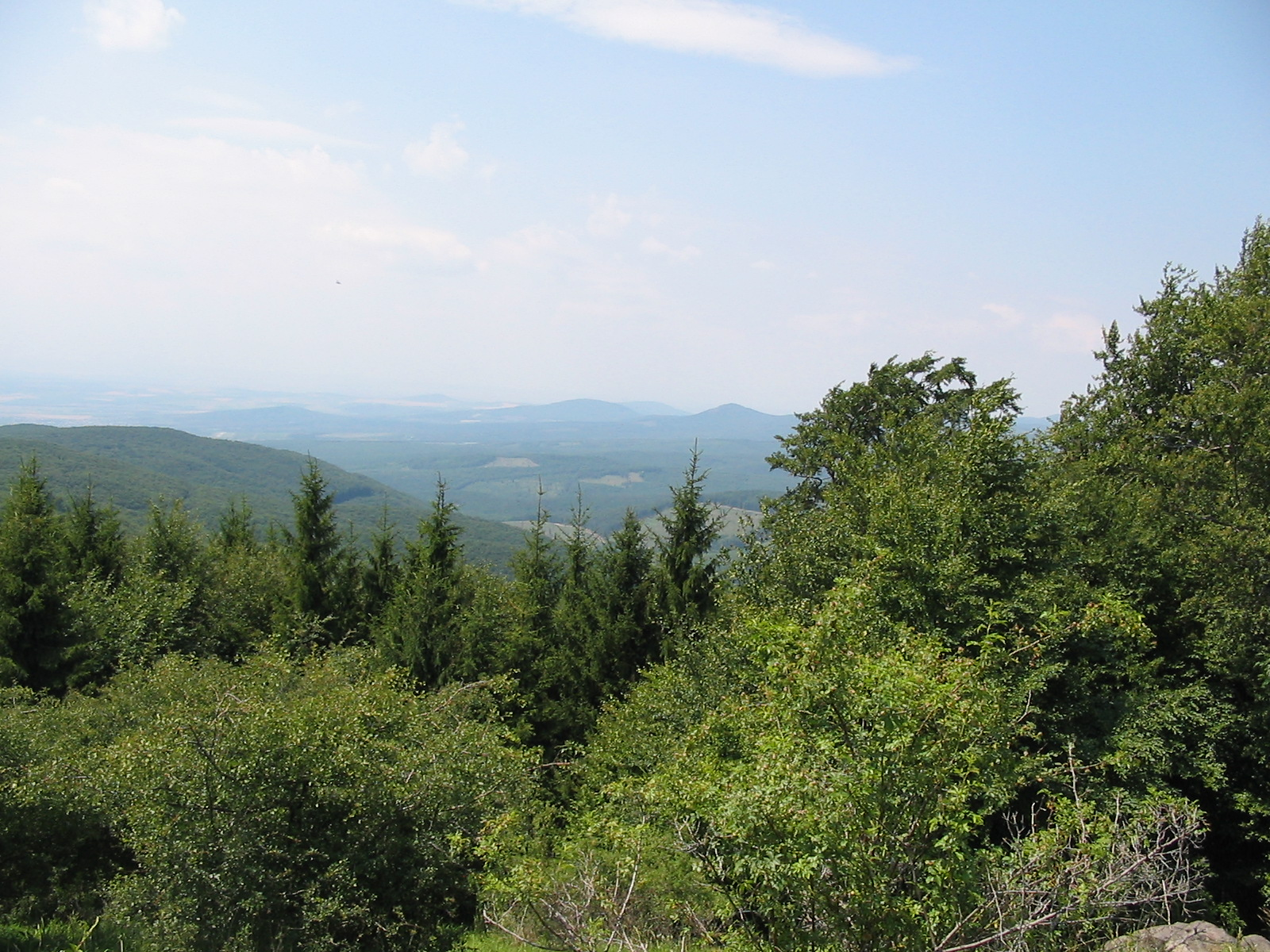
A Mátra látképe a Kékesről

### Hegységek
Az ország hegységei rendre középhegységek. Közülük legnyugatabbra az Alpok folytatását képező Alpokalja terül el. Legmagasabb magyarországi pontja a 882 m-es Írott-kő.
A Dunántúli-középhegység a Balaton északi partjával párhuzamosan mintegy 200 km-en fut a Dunakanyarig, ahol  folytatását az Északi-középhegység adja. Észak-déli szélessége 30 és 40 km között váltakozik, területe megközelítőleg 7200 km². Legjava üledékes kőzetekből felépülő röghegység, legmagasabb pontja a 757 m-es Pilis.
Az Északi-középhegység a Kárpátok belső gyűrűjére utal, mely Budapesttől északra a Börzsöny hegyeivel veszi kezdetét, és a Zempléni-hegység Szlovákiába átnyúló tájain végződik. Az ide tartozó hegységek többsége vulkanikus eredetű, és itt találhatók az ország legmagasabb csúcsai, köztük a Mátrában fekvő 1014 m-es Kékes.
A Dunántúli-dombság területén belül két kisebb szigethegység terül el, a már említett Mecsek és a Villányi-hegység. Mindkettőt mészkő építi fel, valamint a Variszkuszi hegységrendszer maradványai. A Mecsek kiterjedése meghaladja az 500 km²-t, és mintegy 1000 forrásnak ad otthont. Legmagasabb csúcsa a 682 m-es Zengő, míg a Villányi-hegységé a 442 m-es Szársomlyó.
| Budapest Debrecen Szeged Miskolc Pécs Győr Szombathely Székesfehérvár Nyíregyháza Békéscsaba Kecskemét Veszprém Salgótarján Zalaegerszeg Szolnok Eger Kaposvár Nagykanizsa B a l a t o n Siófok Sopron Tatabánya Dunaújváros Mátra Bükk Vértes Bakony Börzsöny Cserhát Mecsek Zempléni- · hg. Tisza Zalai- · dombság Hódmezővásárhely Baja Cegléd Érd Vác Budakeszi Gödöllő Szekszárd |

## Élővilág
Magyarország teljes területe a pannon elegyes erdők ökorégióhoz tartozik, amely a Kárpát-medence alacsonyabban fekvő, alföldi és középhegységi területeinek élővilágát foglalja magába. 

### Fauna

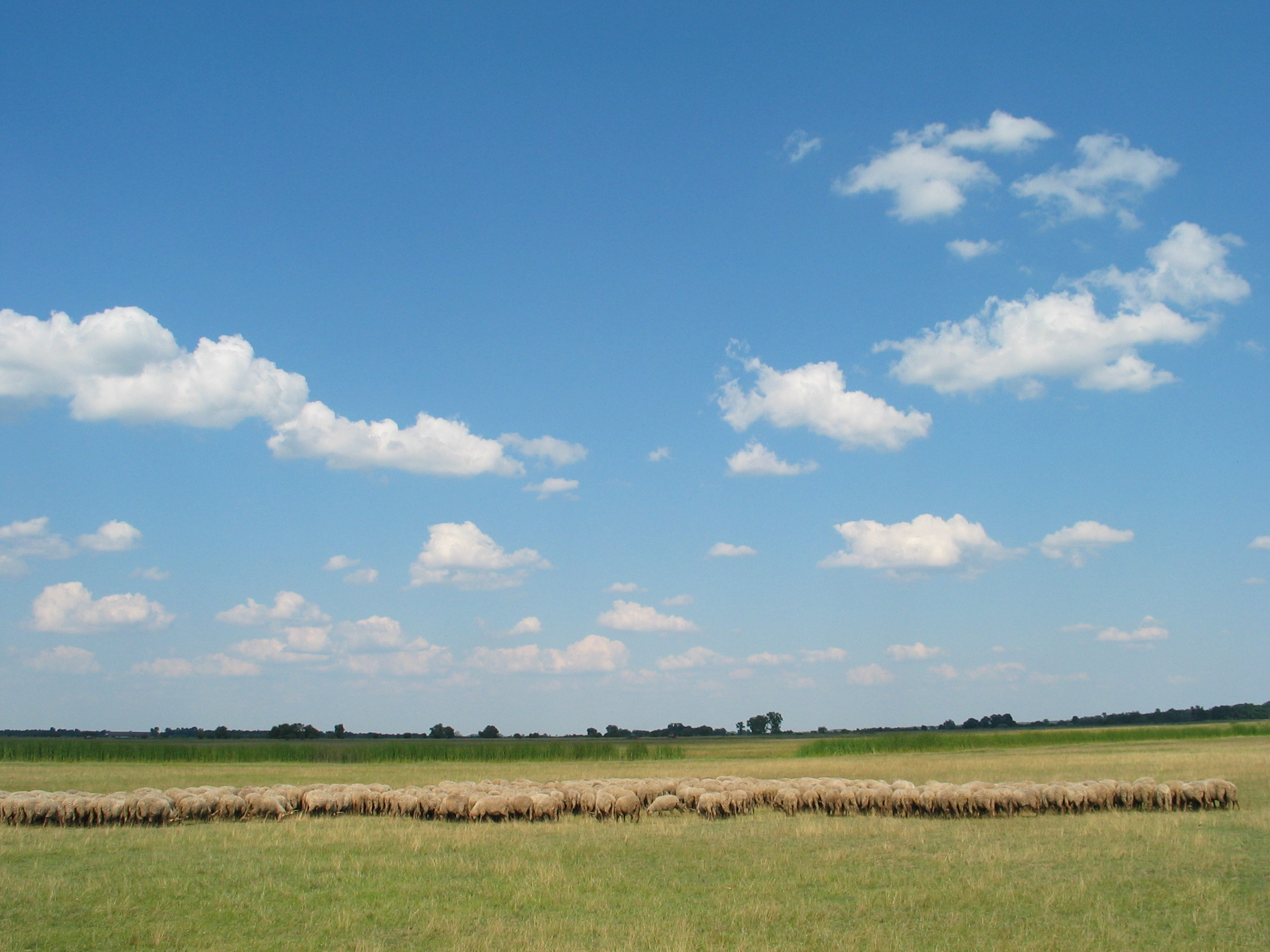
Az Alföld részét képező Hortobágy rackajuhokkal

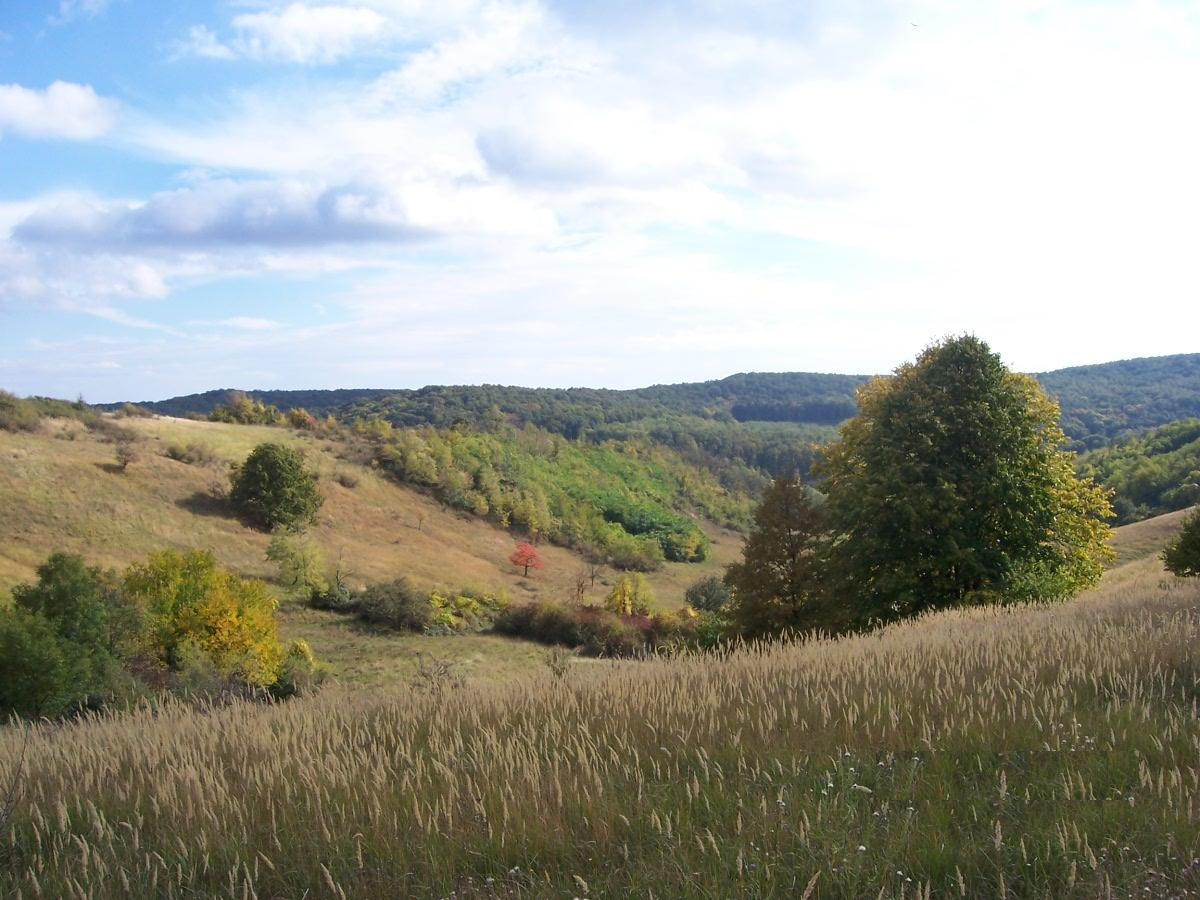
Dombvidék a Mecsek közelében, Baranya vármegye

## Természetvédelem
Az eredeti állapotában fennmaradt természeti környezet védelmére Magyarországon 10 nemzeti parkot, 39 tájvédelmi körzetet, 174 országos természetvédelmi területet, 103 természeti emléket és 1849 helyi jelentőségű területet (önkormányzatok által védettnek nyilvánított természeti területet vagy emlék) hoztak létre eddig, összesen 892 800 hektáron.
Magyarország nemzeti parkjai:
- Hortobágyi Nemzeti Park – 1973
- Kiskunsági Nemzeti Park – 1975
- Bükki Nemzeti Park – 1976
- Aggteleki Nemzeti Park – 1985
- Fertő–Hanság Nemzeti Park – 1994
- Duna–Dráva Nemzeti Park – 1996
- Duna–Ipoly Nemzeti Park – 1997
- Balaton-felvidéki Nemzeti Park – 1997
- Körös–Maros Nemzeti Park – 1997
- Őrségi Nemzeti Park – 2002

Előkészítő és szervező munkák kezdődtek a Szatmár-beregi Tájvédelmi Körzet illetve a Zempléni Tájvédelmi Körzet nemzeti parki rangra emelésének érdekében.
Lásd még:
- Magyarország védett természeti értékeinek listája
- Magyarország védett természeti területeinek listája
- Magyarország halfajainak listája
- Magyarország kétéltűfajainak listája
- Magyarország hüllőfajainak listája
- Magyarország madárfajainak listája
- Magyarország emlősfajainak listája
- Védett magyar háziállatok
- Magyarországi barlangnevek